# Hermann Graßmann der Jüngere
Hermann Ernst Graßmann der Jüngere (* 8. Mai 1857 in Stettin; † 21. Januar 1922 in Gießen) war ein deutscher Mathematiker. 
Graßmann war der Sohn des Mathematikers Hermann Graßmann und studierte nach dem Abitur 1875 am Marienstifts-Gymnasium in Stettin Mathematik und Naturwissenschaften an der Universität Leipzig und der Universität Halle. Nach einem Probejahr am Gymnasium in Sangerhausen wurde er 1882 Lehrer an der Lateinschule der Franckeschen Stiftungen in Halle. Nach der Prüfung für das höhere Lehramt (1888) wurde er 1890 Oberlehrer. 1893 promovierte er in Halle bei Albert Wangerin (Anwendung der Ausdehnungslehre auf die Allgemeine Theorie der Raumkurven und Krummen Flächen). 1899 habilitierte er sich in Halle (Schraubenrechnung und Nullsystem) nach einem positiven Gutachten von Georg Cantor und gab seinen sicheren Lehrerberuf auf, um eine akademische Laufbahn einzuschlagen. 1903 wurde er außerordentlicher Professor in Halle und 1904 außerordentlicher Professor an der Universität Gießen. Im Sommer 1921 erhielt er ein persönliches Ordinariat.
Er setzte die Ausdehnungslehre (eine Vorform der Vektor- und Tensorrechnung) seines Vaters fort, wandte sie in projektiver Geometrie und Differentialgeometrie an und war Mitherausgeber von dessen Schriften im Auftrag der Sächsischen Akademie der Wissenschaften.
1904 wurde er Mitglied der Leopoldina. Er war seit 1906 mit Margarethe Holste aus Stettin verheiratet. Die Ehe blieb kinderlos.

## Schriften
- Anwendung der Ausdehnungslehre auf die allgemeine Theorie der Raumkurven und krummen Flächen, 3 Bände, 1886, 1888, 1893 (Programm Lateinische Hauptschule Halle)
- Punktrechnung und projektive Geometrie, 3 Bände, 1894, 1896, 1898 (Festschriften bzw. Programm der Lateinischen Hauptschule Halle)
- Projektive Geometrie der Ebene unter Benutzung der Punktrechnung, 3 Teile, Halle 1909, 1913, 1922 (ein dritter Band lag druckfertig vor, erschien aber nicht)
- Drei Modelle der Kreiseltheorie, Halle: Martin Schilling 1903 (für die mathematische Modellsammlung der Firma Schilling).[3]